# يانغ لي وي
يانغ لي وي (بالصينية المبسطة: 杨利伟، التقليدية:杨利伟) من مواليد 21 يونيو 1965. هو طيار مقاتل في سلاح جو جيش التحرير الشعبي وهو أول رائد فضاء صيني. المهمة التي نفذها، جعلت جمهورية الصين الشعبية ثالث دولة في العالم ترسل شخصًا إلى الفضاء معتمدة على تقنياتها الخاصة.

## خلفية
ولد يانغ بمحافظة سويتشونغ في مقاطعة لياونينغ، وهى منطقة صناعية في شمال شرق الصين. كانت أمه معلمة، وأبوه معلمًا أيضًا. زوجة يانغ (تشانغ يو مي) ضابطة أيضًا في جيش التحرير الشعبي وتعمل أيضًا مدرسة للغة الإنجليزية في مدرسة إعدادية، ولدى لانغ منها ابن.
وصفه أبوه بالذكاء في طفولته، واختارته أفضل المدارس المتوسطة بمقاطعته نظرًا لعلاماته الجيدة في امتحان قبول المدارس المتوسطة.
في عمر 18 التحق يانغ بصفوف جيش التحرير الشعبي الصيني، حيث درس في كلية الطيران رقم ثمانية التابعة لسلاح جو جيش التحرير الشعبي، تخرج بدرجة البكاليريوس بعد دراسة مدتها 4 سنوات، وكان الأول على دفعته. وبذلك صار طيارا مقاتلا، أصبح لديه خبرة طيران مدتها 1350 ساعة طيران، هذه الخبرة أهلته للترشح لتدريبات على رحلات الفضاء ضمت 1500 طيارا من جميع أنحاء الصين، بدأت هذه التدريبات في العام 1996.
انطلق رحلته على متن مركبة الفضاء شنتشو 5 على صاروخ المسيرة الطويلة 2 إف في 15 أكتوبر 2003 عند الساعة التاسعة بتوقيت الصين، قبل الإطلاق لم يعلم العامة شيئًا عن رائد الصين الأول، إلا أن اختياره للمهمة كان قد سرب إلى الإعلام قبل يوم واحد من الإطلاق.